# Earl and Wright
Earl and Wright was een architecten- en ingenieursbureau dat in 1940 werd opgericht door Austin Willmott Earl en Donathan G. "Buzz" Wright als Earl & Wright. Earl had veel ontworpen voor havenconstructies van de Mare Island Naval Shipyard en had van 1932 tot 1940 samengewerkt met Henry Dievendorf Dewell als Dewell and Earl. Van 1940 tot zijn dood in 1965 werkte hij samen met Wright. Het bedrijf was gevestigd in San Francisco en aanvankelijk gespecialiseerd in aardbevingsbestendige bouw.

## Vroege jaren

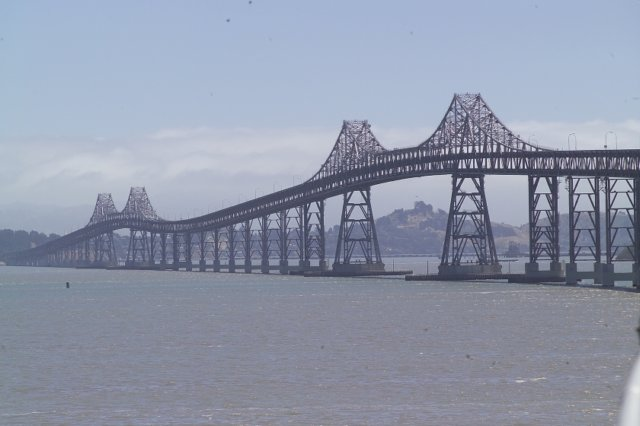
De Richmond-San Rafaelbrug over de Baai van San Francisco

Havenwerken in Californië werden onder meer uitgevoerd voor Standard Oil Company of California in Richmond, voor Union Oil Company in Oleum en voor California & Hawaiian Sugar Refining in Crockett.
Bruggenbouw volgde, waaronder het ontwerp voor de Richmond-San Rafaelbrug over de Baai van San Francisco, gebouwd door een consortium van Judson Pacific-Murphy en Peter Kiewit Sons, en de Glen Canyonbrug.

## Offshore

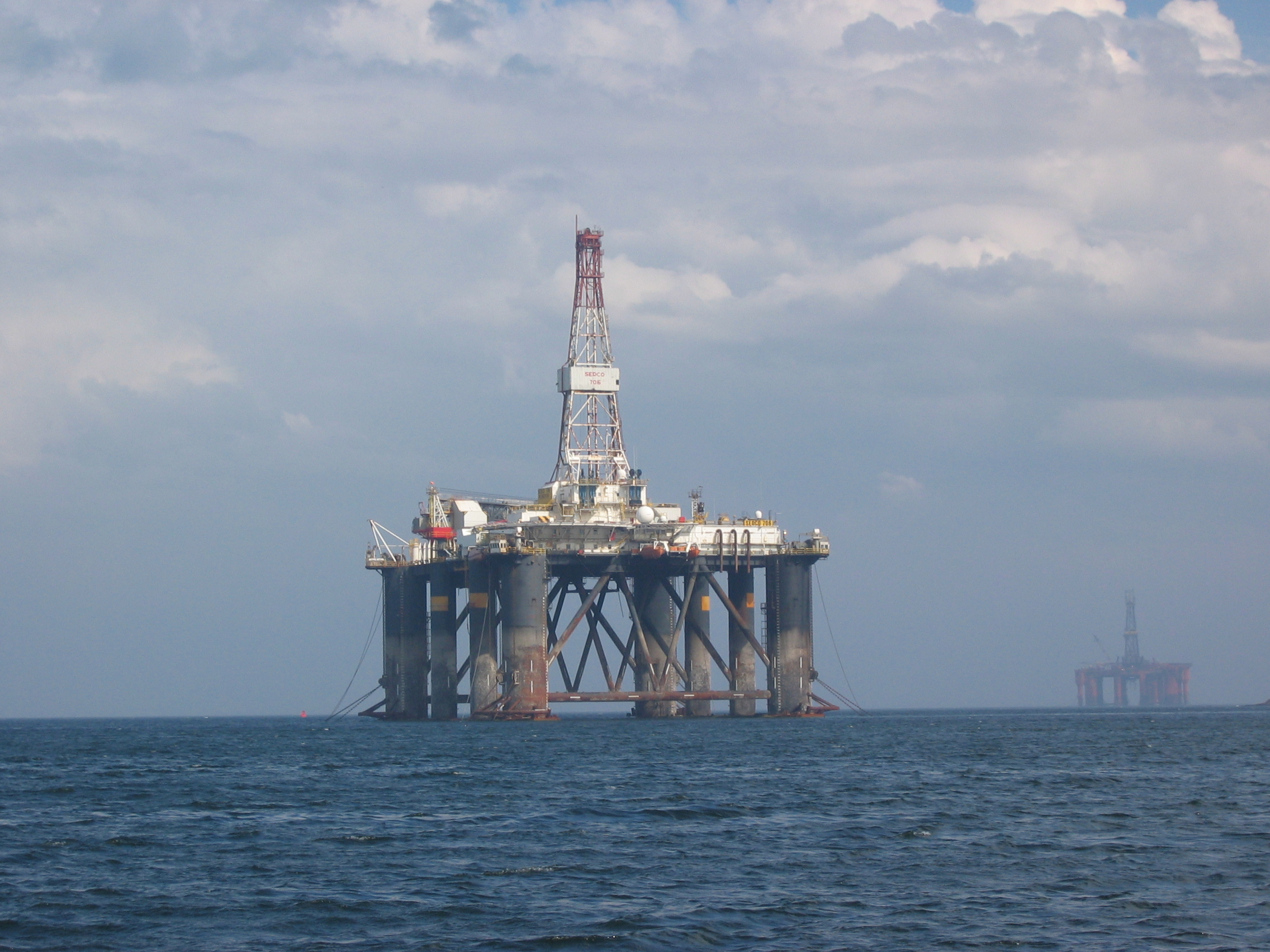
De Sedco 706

Hierna verschoof de nadruk naar scheepsbouwkunde en offshore en werden halfafzinkbare platforms (semi's) en stalen onderstellen (jackets) voor olieplatforms ontworpen. Het werd in 1968 overgenomen door Southeastern Drilling Company (Sedco). Na het vergaan van de semi Sedco 135B in 1965 paste Earl and Wright het ontwerp van de Sedco 135-serie van Friede & Goldman aan en vanaf de Sedco H werden deze gebouwd met rechte kolommen. Hierna ontwierp het ook de Sedco 700-serie en de Sedco 600-serie. Naast ontwerpen voor het moederbedrijf, werden ook nog andere semi's ontworpen, zoals de Rowan Midland. Ook het boorschip Sedco 445 werd door Earl and Wright ontworpen in samenwerking met Sedco en Shell. Dit was het eerste boorschip dat gebruikmaakte van een dynamisch positioneringssysteem voor olieboring.
Earl and Wright ontwierpen met Lavalin ook een platform dat in ijs moest kunnen boren, maar dit werd niet gebouwd door Sedco. Uiteindelijk kwam het platform met 24 facetten in 1983 de vaart als Kulluk voor Gulf Canada.
Met de koop van Houston Contracting Company in 1970 begaf Sedco zich in het pijpenleggen en de constructie en installatie offshore om zo te concurreren met McDermott en Brown & Root. Samen met de Libanese Contracting And Trading Company (CAT) legde Houston Contracting in 1981 het westelijke deel van de East-West Crude Oil Pipeline (Petroline) van Abqaiq bij het enorme Ghawarveld in het oosten van Saoedi-Arabië naar Yanbu in het westen. Earl and Wright ontwierp de lpg-terminal in Yanbu.
In 1984 werd Sedco overgenomen door Schlumberger dat Sedco in 1985 samenvoegde met Forages et Exploitations Pétrolières (Forex). Sedco-Forex verkocht Earl and Wright dat jaar aan Humphreys and Glasgow (H&G). Daarmee kon H&G zowel aanbieden voor het ontwerp van de dekken als de jackets van olieplatforms. In 1992 werd H&G Offshore Engineering met Earl and Wright overgenomen door Kvaerner. Kvaerner Earl and Wright (KEW) werd daarmee onderdeel van Kvaerner H&G Offshore. Uiteindelijk verdween de naam van het bedrijf in Kvaerner Oil & Gas, Ltd. (KOGL).

## John Brown-Earl and Wright
In 1973 werd een joint-venture aangegaan met Constructors John Brown (CJB), onderdeel van John Brown & Company, als John Brown-Earl and Wright (CJB-Earl and Wright). Deze ontwierp onder meer zelfdrijvende onderstellen (jackets) voor de productieplatforms van Ninian South en het Magnus-veld. In 1996 werd John Brown Engineering overgenomen door Kvaerner.